# Redondance N+1
 (mars 2023).
Si vous disposez d'ouvrages ou d'articles de référence ou si vous connaissez des sites web de qualité traitant du thème abordé ici, merci de compléter l'article en donnant les références utiles à sa vérifiabilité et en les liant à la section « Notes et références ».
La redondance N+1 est un terme utilisé en informatique pour décrire un système impliquant un nombre d'équipements (N) plus un équipement supplémentaire (+1) et dont la mission est de permettre à l'ensemble de continuer à fournir un service quasi-nominal dans le cas de la perte de l'un des N équipements d'origine.
On utilise aussi ce terme en électricité pour qualifier un système dont la multiplication des éléments fiabilise le système (exemple : Onduleurs parallèles).

## Exemples d'application
Ainsi un groupe de disques assemblés en RAID 5 permet d'accéder à l'ensemble des données stockées même après la panne de l'un des disques (cependant ce maintien de disponibilité se fait au détriment de la vitesse d'accès aux données).
De façon similaire, quand une fonction informatique (par exemple un site web) ne peut supporter d'interruption de service (même après une panne matérielle qui bloquerait totalement un serveur) il est courant de voir plusieurs (N+1) serveurs assemblés en grappe héberger chacun la fonction alors que N serveurs auraient suffi.